# Les Vans
Les Vans – miejscowość i gmina we Francji, w regionie Owernia-Rodan-Alpy, w departamencie Ardèche.
Według danych na rok 1990 gminę zamieszkiwało 2668 osób, a gęstość zaludnienia wynosiła 86 osób/km² (wśród 2880 gmin regionu Rodan-Alpy Les Vans plasuje się na 333. miejscu pod względem liczby ludności, natomiast pod względem powierzchni na miejscu 203.).

## Populacja

Populacja Les Vans w latach 1962-2008